# Tufanbeyli
Tufanbeyli (bis 1965 Mağra) ist eine Kreisstadt und der nördlichste Landkreis der Provinz Adana in der Türkei. Seit einer Gebietsreform im Jahre 2014 sind Gemeinde (Belediye) und der Landkreis (İlçe) deckungsgleich. Der Landkreis ist 851 km² groß und grenzt an die Provinzen Kayseri und Kahramanmaraş. Seit 1958 ist Tufanbeyli ein eigenständiger Landkreis. 1965 wurde der Ort nach einem Helden der Kuvayı Milliye Osman Tufan Bey benannt.  Die Einwohnerzahl beträgt 16.524 (Stand: Ende 2024).
Die Stadt ist 196 km von Adana entfernt, liegt aber näher zu den benachbarten Provinzhauptstädten Kayseri (178 km) und Kahramanmaraş (160 km). Der mit 3075 m höchste Berg des Tahtalı-Gebirge liegt im Landkreis Tufanbeyli.